# Франсіско Уррос
Франсіско Уррос Мартінес (ісп. Francisco Urroz Martínez, 14 грудня 1920, Ігероте — 22 січня 1992, Конкон) — чилійський футболіст, що грав на позиції воротаря за клуб «Коло-Коло», а також національну збірну Чилі.

## Клубна кар'єра
У футболі дебютував 1945 року виступами за команду «Коло-Коло», кольори якої і захищав протягом усієї своєї кар'єри гравця, що тривала шість років.  Більшість часу, проведеного у складі «Коло-Коло», був основним голкіпером команди.

## Виступи за збірну
1947 року дебютував в офіційних матчах у складі національної збірної Чилі. Протягом кар'єри у національній команді, яка тривала 3 роки, провів у її формі 13 матчів, пропустивши 26 голів.
У складі збірної був учасником Чемпіонату Південної Америки 1947 року в Еквадорі і Чемпіонату Південної Америки 1949 року у Бразилії.
Був присутній в заявці збірної на чемпіонаті світу 1950 року у Бразилії, але на поле не виходив.
Помер 22 січня 1992 року на 72-му році життя у місті Конкон.